# أريسا نوتو
أريسا نوتو (باليابانية: 能登有沙؛ بالكانا: のと ありさ) هي مغنية ومؤدية صوت وممثلة يابانية، ولدت في 26 ديسمبر 1988 في تشيبا في اليابان.

## وصلات خارجية
- الموقع الرسمي
- أريسا نوتو على موقع IMDb (الإنجليزية)
- أريسا نوتو على موقع ميوزك برينز (الإنجليزية)
- أريسا نوتو على موقع ديسكوغز (الإنجليزية)
- أريسا نوتو على موقع قاعدة بيانات الفيلم (الإنجليزية)
- أريسا نوتو على موقع ANN person (الإنجليزية)